# Vincent, Sabina a Christeta
Vincent, Sabina a Christeta (3. století, Talavera de la Reina – 304, Ávila) byli křesťanští mučedníci.
Podle dostupných informací to byli sirotci. Vincent se staral o své sestry. Pocházeli z Ebury, což někdo spojuje s městem Évora.
V této době vládl císař Diocletianus, který vydal dekret na pronásledování křesťanů. Když římský prefekt Publio Daciano projížděl městem Talavera, postačil pouze tento dekret a Vincent byl zatčen pro svou víru a byl nucen vzdát se víry.
Podle křesťanské tradice jej prefekt poslal do chrámu Jupitera aby zde přinesl oběť. Když Vincent přišel do chrámu, kámen, na kterém stál, se proměnil ve vosk. Do vosku se obtiskly jeho nohy. Dodnes je tato deska uctívána v jeho rodném městě. Když toto uviděli strážní, lekli se. Svatý Vincent začal prchat, došel pro své sestry domů a utíkali přes Sierru která dnes nese jeho jméno. V obci Hinojosa de San Vicente se nachází jeskyně, kde se svatý Vincent se sestrami ukrýval. Poté utíkali dál a prefektovo vojsko je našlo v Ávile, kde byli krutě mučeni. Jejich těla odnesli křesťané a nechali jim postavit kostel svatých sourozenců Vincence, Sabiny a Christety.
Vše se stalo roku 304.
Jejich svátek se slaví 28. října.